# Sant Jan de Musòus
Saint-Jean-de-Muzols és un municipi francès situat al departament de l'Ardecha i a la regió d'Alvèrnia-Roine-Alps. L'any 2007 tenia 2.446 habitants.

## Demografia

### Població
El 2007 la població de fet de Saint-Jean-de-Muzols era de 2.446 persones. Hi havia 970 famílies de les quals 220 eren unipersonals (80 homes vivint sols i 140 dones vivint soles), 351 parelles sense fills, 343 parelles amb fills i 56 famílies monoparentals amb fills.
La població ha evolucionat segons el següent gràfic:
Habitants censats

### Habitatges
El 2007 hi havia 1.064 habitatges, 979 eren l'habitatge principal de la família, 37 eren segones residències i 47 estaven desocupats. 920 eren cases i 142 eren apartaments. Dels 979 habitatges principals, 764 estaven ocupats pels seus propietaris, 200 estaven llogats i ocupats pels llogaters i 15 estaven cedits a títol gratuït; 4 tenien una cambra, 50 en tenien dues, 100 en tenien tres, 315 en tenien quatre i 511 en tenien cinc o més. 746 habitatges disposaven pel capbaix d'una plaça de pàrquing. A 368 habitatges hi havia un automòbil i a 534 n'hi havia dos o més.

### Piràmide de població
La piràmide de població per edats i sexe el 2009 era:
| Homes | Edats   | Dones |
| ----- | ------- | ----- |
| 0     | 95 o +  | 0     |
| 0     | 90 a 94 | 0     |
| 16    | 85 a 89 | 16    |
| 12    | 80 a 84 | 24    |
| 48    | 75 a 79 | 52    |
| 40    | 70 a 74 | 36    |
| 72    | 65 a 69 | 68    |
| 68    | 60 a 64 | 52    |
| 84    | 55 a 59 | 108   |
| 64    | 50 a 54 | 96    |
| 88    | 45 a 49 | 108   |
| 80    | 40 a 44 | 56    |
| 100   | 35 a 39 | 100   |
| 80    | 30 a 34 | 116   |
| 40    | 25 a 29 | 36    |
| 72    | 20 a 24 | 48    |
| 40    | 15 a 19 | 88    |
| 108   | 10 a 14 | 92    |
| 88    | 5 a 9   | 108   |
| 36    | 0 a 4   | 60    |

## Economia
El 2007 la població en edat de treballar era de 1.564 persones, 1.094 eren actives i 470 eren inactives. De les 1.094 persones actives 1.018 estaven ocupades (555 homes i 463 dones) i 77 estaven aturades (33 homes i 44 dones). De les 470 persones inactives 187 estaven jubilades, 153 estaven estudiant i 130 estaven classificades com a «altres inactius».

### Ingressos
El 2009 a Saint-Jean-de-Muzols hi havia 987 unitats fiscals que integraven 2.491,5 persones, la mediana anual d'ingressos fiscals per persona era de 18.673 €.

### Activitats econòmiques
Dels 121 establiments que hi havia el 2007, 3 eren d'empreses extractives, 3 d'empreses alimentàries, 6 d'empreses de fabricació d'altres productes industrials, 30 d'empreses de construcció, 24 d'empreses de comerç i reparació d'automòbils, 4 d'empreses de transport, 5 d'empreses d'hostatgeria i restauració, 2 d'empreses d'informació i comunicació, 6 d'empreses financeres, 4 d'empreses immobiliàries, 10 d'empreses de serveis, 16 d'entitats de l'administració pública i 8 d'empreses classificades com a «altres activitats de serveis».
Dels 39 establiments de servei als particulars que hi havia el 2009, 1 era una oficina de correu, 4 tallers de reparació d'automòbils i de material agrícola, 1 taller d'inspecció tècnica de vehicles, 1 autoescola, 9 guixaires pintors, 7 fusteries, 5 lampisteries, 3 electricistes, 3 perruqueries, 3 restaurants i 2 salons de bellesa.
Dels 8 establiments comercials que hi havia el 2009, 1 era un supermercat, 1 una gran superfície de material de bricolatge, 2 fleques, 2 botigues de roba, 1 una sabateria i 1 una botiga de mobles.
L'any 2000 a Saint-Jean-de-Muzols hi havia 47 explotacions agrícoles que ocupaven un total de 253 hectàrees.

## Equipaments sanitaris i escolars
L'únic equipament sanitari que hi havia el 2009 era una farmàcia.
El 2009 hi havia 1 escola maternal i 2 escoles elementals.

## Poblacions més properes
El següent diagrama mostra les poblacions més properes.